# Peromyia obesa
Peromyia obesa är en tvåvingeart som beskrevs av Jaschhof 2001. Peromyia obesa ingår i släktet Peromyia och familjen gallmyggor. Inga underarter finns listade i Catalogue of Life.